# William Munro
William Munro, född 1818 i Druid Stoke, Gloucestershire, död den 29 januari 1880 i Taunton, Somerset, var en brittisk militär och botaniker specialiserad på tropiska gräs.
Auktorsnamnet Munro kan användas för William Munro i samband med ett vetenskapligt namn inom botaniken; se Wikipediaartiklar som länkar till auktorsnamnet.